# Rhondda Findleton
Rhondda Findleton – australijska aktorka telewizyjna i filmowa. 

## Kariera
Jej pierwszą rolą był występ w serialu telewizyjnym A Country Practice. Na dużym ekranie zadebiutowała główną rolą w 1989 roku, w czarnej komedii Action Replay.
W 1993 roku zagrała w komedii romantycznej Krok w dorosłość, grając u boku Russella Crowe.
W 2002 roku wystąpiła w popularnej komedii kryminalnej Dokonać zemsty, w obsadzie z Guy Pearcem w roli głównej.
Zagrała główne role m.in. w filmach: The Sugar Factory, Temptation czy Looh Sharp.
Wystąpiła gościnnie w popularnych na całym świecie serialach, m.in.: Zatoka serc, Wildside. Za gościnne występy w serialach: Grass Roots oraz Stingers otrzymała nominację do nagrody przyznawanej przez Australijską Akademię Filmową.

## Nagrody i nominacje
- Nominacja – Australijska Akademia Sztuk Filmowych i Telewizyjnych AACTA 2001 – za: Najlepszy gościnny występ w serialu dramatycznym - aktorka, za film Stingers, za odcinek "Fool To Want You",
- Nominacja – Australijska Akademia Sztuk Filmowych i Telewizyjnych AACTA 2000 – za: Najlepsza aktorka w serialu dramatycznym, za film Grass Roots, za odcinek "Late July 4.00pm to 10.30pm"[2].

## Filmografia
Filmy 
- 1989: Action Replay jako
- 1990: More Winners: Mr Edmund jako Margaret
- 1993: Krok w dorosłość, (Love in Limbo) jako Gwen Riddle
- 1998: The Sugar Factory jako Helen MacMilian
- 1999: Zbuntowany klon 2, (Chameleon II: Death Match) jako Eva
- 1999: Secret Men's Business jako Pani Healey
- 2002: Dokonać zemsty, (The Hard Word) jako Jane
- 2003: Temptation jako Rita Molloy
- 2006: Look Sharp jako Jo
- 2006: BlackJack: At the Gates jako Jane Harrison
- 2008: Dream Life jako Aunty Vivian
- 2011: Blood Brothers jako B

 Seriale 
- 1987-93: A Country Practice - 5 odcinków, jako Nancy Hutton
- 1988: Zatoka serc - 2 odcinki, jako pielęgniarka
- 1997: Wildside - 3 odcinki, jako Tracey Malleson
- 2000-03: Grass Roots - 18 odcinków, jako Karin Schumaker
- 2004-05: The Cooks - 13 odcinków, jako Rita Molloy
- 2006-07: Love My Way - 6 odcinków, jako Tess Delaney
- 1999-07: Cena życia - 2 odcinki, jako Christine Inglis/Sharon Ellison
- 2012: Rake - 1 odcinek, jako Dr Fisher